# 전환복무
전환복무(轉換服務, Secondment)는 대한민국의 병역 제도에서 현역으로 복무 중이나 현역 군인은 아닌 자를 의미한다. 1967년에 창설된 전투경찰순경의 복무 근거가 되는 법이 1970년 12월에 전부개정된 병역법과 전투경찰대설치법에 의해 1971년에 귀휴병 중에서 임용 후 이를 의무복무기간 동안 복무하도록 하는 형식으로 처음 시행되었다. 2023년 6월 13일 기준 모두 폐지되었다.

## 역사
- 1971년: 병역법 개정과 전투경찰대설치법의 제정으로 전환복무 제도를 시행하기 시작했다. 당시의 전환복무 제도의 명칭은 귀휴특례로, 이는 현역병으로 입영 후 귀휴된 자를 전투경찰대의 대원으로 임용하는 것이었다.[1][2]
- 1981년: 교정시설경비교도대가 창설되었다.
- 1983년: 전투경찰순경이 대간첩작전의 수행을 임무로 하는 것과 치안업무의 보조를 임무로 하는 것으로 분리되었다. 전자는 배정에 의한 복무인 전투경찰로 불리며, 후자는 추천에 의한 복무인 의무경찰로 불린다.[3]
- 1984년: 병역법 전부개정에 의해 귀휴, 귀휴특례가 전임으로 바뀌었다.[4]
- 1999년: 병역법의 전임이 전환복무로 명칭이 바뀌었다.[5]
- 2001년: 병역법의 전투경찰순경으로의 전환복무 상세조항과 교정시설경비교도로의 전환복무 상세조항을 배정에 의한 전환복무와 추천에 의한 전환복무로 개정했다.[6]
- 2012년: 교정시설경비교도대가 해체[7]
- 2015년: 전투경찰대설치법이 의무경찰 설치 및 운영에 관한 법률로 개정.(2016년 시행)[8]
- 2016년: 배정에 의한 전환복무 규정, 교정시설경비교도대설치법이 폐지되면서 배정에 의한 전환복무 제도가 폐지되었다.[9][10]

## 종류

### 배정에 의한 전환복무
지원에 의하지 않고 육군 징집병 가운데 차출되어 복무하는 형태의 전환복무이다. 다음의 복무가 병역법상의 배정에 의한 전환복무. 지원에 의하지 않고 차출에 의한 전환복무이다.
- 작전전투경찰순경
- 교정시설경비교도대

이 전환복무 제도는 2013년 마지막 사라졌으며, 관련 법률상으로는 2016년에 폐지되었다.

### 추천에 의한 전환복무
지원에 의한 전환복무로, 전환복무 제도가 처음 시작된 1971년에 전투경찰순경이 1982년까지 추천에 의한 전환복무였다. 이는 1982년 이후 창설된 의무경찰순경이 추천에 의한 전환복무로 되었고, 전투경찰순경은 배정에 의한 전환복무로 되었다. 2023년 6월 모두 폐지되었다.
- 의무경찰대
- 의무소방대
- 해양의무경찰대

## 비판
전환복무 제도는 보충역 제도처럼 국제노동기구의 강제노동 협약에 의하면 강제노동으로 분류된다는 문제가 있다. 이를 의식해서 문재인 정부는 2023년 5월~6월에 폐지하기로 결정했다.

## 같이 보기
- 대한민국의 병역 제도